# Marie-Amélie d'Autriche (1746-1804)
Pour les articles homonymes, voir Marie-Amélie d'Autriche.
Titre
Duchesse de Parme et de Plaisance
19 juillet 1769 – 9 octobre 1802
(33 ans, 2 mois et 20 jours)
Marie-Amélie Josèphe Jeanne Antoinette de Habsbourg-Lorraine, née à Vienne le 26 février 1746 et morte à Prague le 18 juin 1804, est une archiduchesse d'Autriche, princesse de Bohême et de Hongrie. Elle est l'épouse de Ferdinand Ier, duc de Parme, de Plaisance et de Guastalla. Elle est l'un des 16 enfants qu'eurent Marie-Thérèse d'Autriche et François Ier .

## Biographie

### Jeunesse

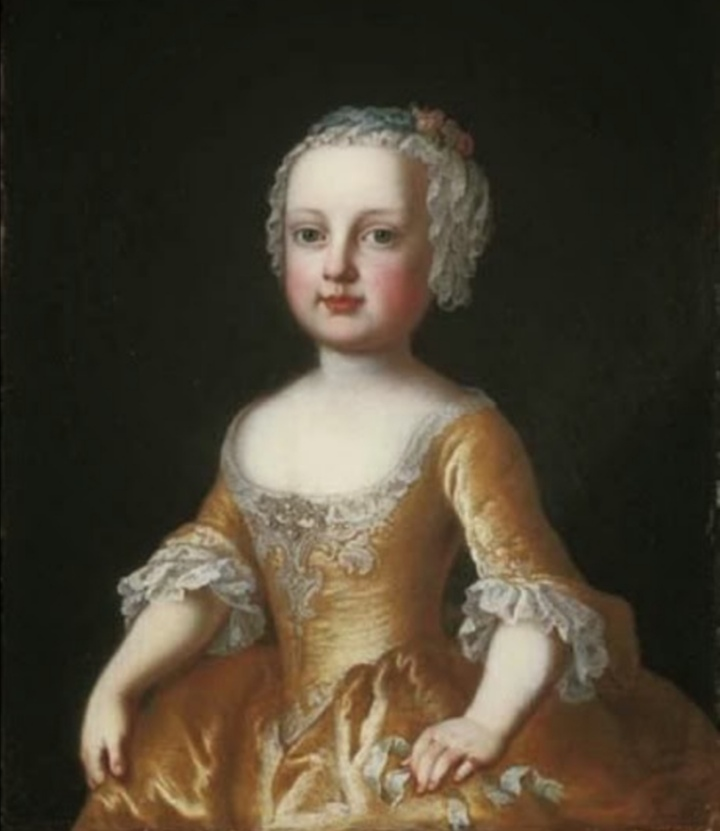
Marie-Amélie enfant à 4 ans, par Martin van Meytens.

L'archiduchesse Marie-Amélie est le huitième enfant de l'empereur François Ier et de l'impératrice  Marie-Thérèse d'Autriche. Considérant qu'il n'existait pas de princes de la génération de ses filles aînées compatibles, l'impératrice les croyait condamnées au célibat. L'archiduchesse grandit à la cour de Vienne, entre la Hofburg et le château de Schönbrunn. Durant sa jeunesse, elle est fort appréciée par le peuple et est considérée comme étant très séduisante. L'archiduchesse est une peintre de talent, possède une jolie voix de soprano léger et écrit de charmants poèmes.
Née à la fin de la guerre de Succession d'Autriche, alors que le pouvoir de Marie-Thérèse est affermi, son prestige affirmé et sa dynastie consolidée par la naissance de trois fils, elle est élevée dans l'ombre de ses sœurs, promises à de plus brillants destins. L'impératrice n'a jamais de cesse de comparer Marie-Amélie à ses aînées, notamment Marie-Christine surnommée « Mimi », à laquelle l'impératrice montre ouvertement sa préférence, et Marie-Élisabeth dont la beauté est célèbre, ce qui génère des relations difficiles entre l'archiduchesse et sa mère.
Marie-Amélie trouve un réconfort affectif dans la présence de ses sœurs cadettes bien plus jeunes qu'elles, puisque née entre 1750 et 1755, ce qui l'empêchera d'acquérir une véritable maturité. De plus, elle est parvenue à l'âge du mariage lors de la guerre de Sept Ans, ce qui, réduisant ses chances de trouver un époux, lui apporte de nouvelles frustrations.

### Décès de l'empereur
Elle perd son père en 1765. Celui-ci s'éteint brusquement à Innsbruck au cours des fêtes célébrant le mariage de son fils cadet Pierre-Léopold avec Marie-Louise d'Espagne. En effet, le renversement des alliances de 1756 a amorcé la réconciliation entre les Maisons d'Habsbourgs et Bourbons. Déjà en 1760, le frère de Marie-Amélie, l'archiduc héritier Joseph, successeur de leur père François Ier, avait épousé Isabelle de Parme, petite-fille de Louis XV et de Philippe V. Les soeurs cadettes de l'archiduchesse sont alors fiancées au roi de Naples et de Sicile.
Les archiduchesses Marie-Jeanne et Marie-Josèphe étant décédées en 1762 et 1767, Marie-Caroline, 15 ans, épousa Ferdinand Ier en 1768, tandis que la benjamine Marie-Antoinette, 13 ans, était promise à Louis-Auguste de France. Entre-temps, Marie-Christine, profitant du désarroi de sa mère, lui avait fait promettre de ne pas la marier contre son gré et de pouvoir épouser l'homme qu'elle aime, un prince cadet de la Maison de Saxe : Albert de Saxe-Teschen. À 22 ans, l'archiduchesse Marie-Amélie semble destinée à l'état de vieille fille.

### Alliance avec les Bourbons
En 1762, l'archiduchesse Marie-Jeanne Gabrielle, sœur cadette de Marie-Amélie, meurt. Âgée de 12 ans, celle-ci était promise au fils cadet du roi Charles III d'Espagne, Ferdinand Ier, qui en avait alors 11. L'impératrice, toute à son alliance avec les Bourbons, souhaitait que Marie-Amélie prît la place de sa sœur, mais le roi d'Espagne trouva la différence d'âge entre son fils et l'archiduchesse trop importante. En effet, Marie-Amélie avait 5 ans de plus que le jeune souverain napolitain.
L'impératrice proposa alors l'archiduchesse Marie-Josèphe, du même âge que Ferdinand, mais la jeune fille contracta la variole et mourut peu avant son départ. L'impératrice, ne s'étant jamais laissée abattre par les coups du sort, maria l'année suivante, en 1768, l'archiduchesse Marie-Caroline, autre sœur cadette de Marie-Amélie au souverain napolitain. L'accord qui devait marier la plus jeune des filles de l'impératrice, Marie-Antoinette, à l'héritier du trône de France fut conclu en 1769.

### Un amour de jeunesse
Ses sœurs cadettes ayant été mariées avant l'âge de 16 ans, Marie-Amélie reste la seule des filles de l'impératrice encore célibataire à l'âge de 22 ans. Faute d'un époux, Marie-Amélie risque de devoir, comme sa tante Anne-Charlotte de Lorraine ou ses sœurs aînées Marie-Anne, légèrement handicapée, ou Marie-Élisabeth, enlaidie par la variole, devenir abbesse d'un chapitre de chanoinesses nobles. Considérée comme une jolie femme pleine de vivacité et appréciée des Viennois, l'archiduchesse a rencontré un homme de son âge avec qui elle connaît un sentiment partagé : le jeune et attrayant Charles-Auguste, prince héritier du duché de Deux-Ponts. Elle voudrait comme sa sœur Marie-Christine épouser l'homme qu'elle aime.
Si Marie-Thérèse et son fils apprécient le jeune prince, ils considèrent avec leur principal ministre, le chancelier Kaunitz qu'une telle union serait indigne d'une archiduchesse : le prince est destiné à régner sur une minuscule principauté rhénane aux confins de l'Empire et de la France. Il ne fait même pas partie du Collège Électoral. Pire encore, il n'est pas catholique. Ses espérances de succéder à ses lointains cousins l'Électeur de Palatinat et l'Électeur de Bavière ne sont pas établies. Le mariage est donc refusé. Les deux jeunes gens en garderont une profonde rancune envers l'impératrice et son fils, qui ne sera pas sans conséquence politique. Marie-Amélie sera promise à une union plus prestigieuse.

## Un sacrifice d'État

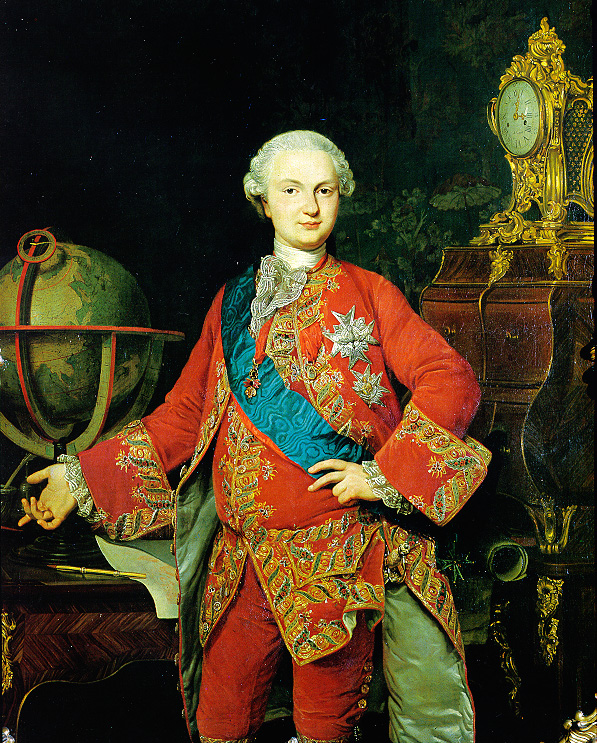
Portrait de Ferdinand Ier de Parme par Giuseppe Baldrighi, entre 1760 et 1769.

Cependant, il reste un souverain Bourbon à marier en la personne de Ferdinand Ier de Parme. Âgé de 17 ans, le jeune duc est le petit-fils du roi de France et le neveu du roi d'Espagne. Orphelin de bonne heure, il règne sous la tutelle de ministres imposés par son grand-père et son oncle. Sa sœur aînée Isabelle, qui lui a servi de mère, a épousé en 1760 Joseph II, le frère de Marie-Amélie. Morte prématurément, elle laisse le jeune empereur, inconsolable. N'ayant pu épouser en secondes noces la sœur cadette d'Isabelle et de Ferdinand, l'empereur serait très heureux de voir un nouveau mariage resserrer les liens unissant Parme et Vienne. De plus, veillant aux intérêts de ses États, il sait que si le duché reste sans héritier, celui-ci reviendra à l'Autriche. L'impératrice reste donc fidèle à sa politique d'alliance avec les Bourbons.
Du côté Parmesan, Ferdinand est plus jeune que Marie-Amélie de cinq ans et, d'une grande piété confinant parfois à la bigoterie, il aurait aimé être moine. Il apparaît aux yeux de l'Europe des Lumières comme présentant quelques signes de déséquilibre mental. Guillaume du Tillot, premier ministre de Ferdinand, mis en place par la France et l'Espagne et protégé par le duc de Choiseul, exprime sa préférence pour Marie-Béatrice d'Este, fille du duc de Modène Hercule III d'Este : à la mort de celui-ci, les deux duchés auraient fusionné entre les mains de Ferdinand, donnant ainsi à Parme un accès à la mer et renforçant son indépendance.
Le duc de Choiseul, lui, propose une cousine de Louis XV, Bathilde d'Orléans, particulièrement riche, mais l'Espagne repousse cette proposition. Le consensus se fait donc autour de Marie-Amélie. Elle est désespérée mais ses supplications restent sans effet. Tout à son devoir de souveraine, l'impératrice reste inflexible. De même l'empereur soutient la décision de sa mère. Contre sa volonté, mais dans le cadre de la politique de réconciliation entre Habsbourg-Lorraine et Bourbon, Marie-Amélie est fiancée et mariée à Ferdinand Ier de Parme, petit-fils de Louis XV par sa mère et de Philippe V d'Espagne par son père.

## Duchesse de Parme

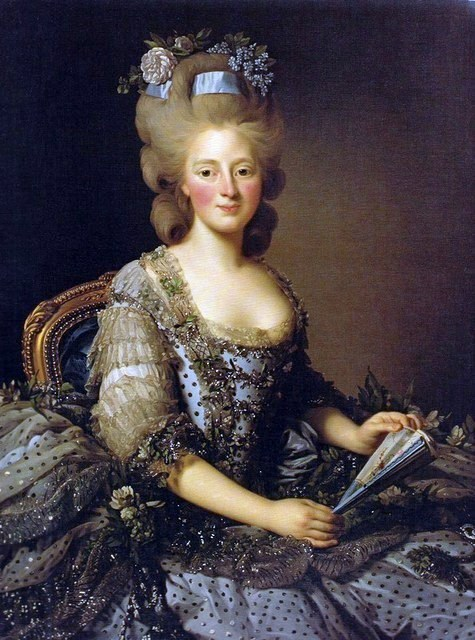
Portrait de Maire-Amélie Joséphine, archiduchesse d'Autriche, infante, duchesse de Parme par Alexandre Roslin, XVIIIe siècle.

### Arrivée à Parme
Le mariage est célébré à Vienne par procuration le 29 juin 1769. Marie-Amélie quitte l'Autriche le 1er juillet 1769 et arrive à Mantoue le 16 juillet accompagnée de son frère, le futur empereur Joseph II. Ferdinand se rend à leur rencontre accompagné du duc Sforza Cesarini et du duc Grillo. Au cours d'une cérémonie, l'évêque confirme le mariage le 19 juillet dans le Palais ducal de Colorno, qui est suivi de réceptions et de spectacles. Le couple ducal rejoint Parme le 24 au matin. Devenue duchesse de Parme et ne subissant plus la tutelle de sa mère, Marie-Amélie ne suit pas les recommandations de se désintéresser de la politique et de suivre les conseils de Guillaume du Tillot, le ministre imposé par la France. En fait, elle veut substituer l'influence autrichienne à celle de la France et de l'Espagne, ce qui inquiète les cours européennes.
Rapidement et en raison de son style de vie qui néglige le protocole ducal, le comportement de Marie-Amélie suscite des scandales dans l'aristocratie européenne : elle emprunte de l'argent à n'importe quel usurier, les gardes du corps participent aux bals et aux jeux. Marie-Thérèse invite Marie-Amélie à réguler ses dépenses et elle insiste pour ne plus donner de fonds à la cour de Parme, mais son fils Joseph s'y opposant, elle arrive à convaincre les cours royales françaises et espagnoles. Marie-Amélie s'oppose au premier ministre Guillaume du Tillot, que le jeune duc également n'apprécie guère. Le ministre est, peu après, destitué de ses fonctions. Quant au duc de Choiseul, son soutien en France, il est exilé le 27 janvier 1771.

### Rupture politique et familiale
Le nouveau ministre, nommé par Charles III d'Espagne, est José Augustin de Llano. Celui-ci ne parvient pas à résoudre les grands désordres de la cour, ce qui finit par mettre fin aux relations entre Parme, l'Espagne et l'Autriche. L'impératrice essaie de se réconcilier avec sa fille en 1773, à l'occasion de la naissance du prince héritier de Parme, mais sans obtenir de résultat durable. Lorsqu'en 1775, l'archiduchesse Marie-Christine visite Parme, elle écrit à leur mère que sa sœur a perdu toute sa beauté et sa joie de vivre et qu'elle est impopulaire. Cela dit, Marie-Christine, fille préférée de Marie-Thérèse et dont la seule enfant est morte au berceau alors que ses sœurs, dont Marie-Amélie, sont mères de famille nombreuse, est connue pour sa langue acérée, ses médisances et pour apprécier semer le trouble au sein de sa fratrie. Il semble au contraire que les Parmesans appréciaient beaucoup leur souveraine.
En revanche, Marie-Amélie reste très proche de ses sœurs cadettes : Marie-Caroline, reine de Naples et de Sicile et Marie-Antoinette, reine de France. Elle échangera avec cette dernière une importante correspondance. La dernière lettre écrite par Marie-Antoinette depuis sa prison, transmise secrètement, sera  destinée à Marie-Amélie. La duchesse, contrairement à ses frères et sœurs qui baptisèrent leurs premiers nés des prénoms du couple impérial, donnera comme noms de baptême à ses aînés les noms de Caroline, Louis et Marie-Antoinette (en hommage à ses sœurs et à son beau-frère), affirmant ainsi son indépendance vis-à-vis de Vienne.

## Révolution française et fin du duché
Il est facilement concevable que le sort tragique du couple royal de France ait fait de Marie-Amélie, à l'instar de sa sœur, Marie-Caroline, une adversaire acharnée des révolutionnaires français. En 1792, Marie-Amélie et Ferdinand Ier avaient marié leur fille aînée à un prince de Saxe. En 1795, leur fils épouse sa cousine, l'infante Marie-Louise d'Espagne. Bien qu'ayant gardé la neutralité dans la guerre opposant la France à l'Autriche, le duché est occupé par les troupes de Napoléon Bonaparte en 1796 puis en 1801.
Tandis qu'un royaume d'Étrurie est créé de toutes pièces par le futur Napoléon pour le prince héritier de Parme alors en Espagne, Ferdinand meurt en laissant la présidence du conseil de régence à sa femme. On soupçonnera un ministre francophile d'avoir empoisonné le duc. La régence dure peu. Peu après, le 22 octobre 1802, le conseil de régence est dispersé par les troupes françaises et le duché annexé. Marie-Amélie et sa famille partent pour l'Autriche. Elle meurt en 1804 à Prague quelques mois après sa fille aînée et son fils, le roi d'Étrurie.

## Enfants

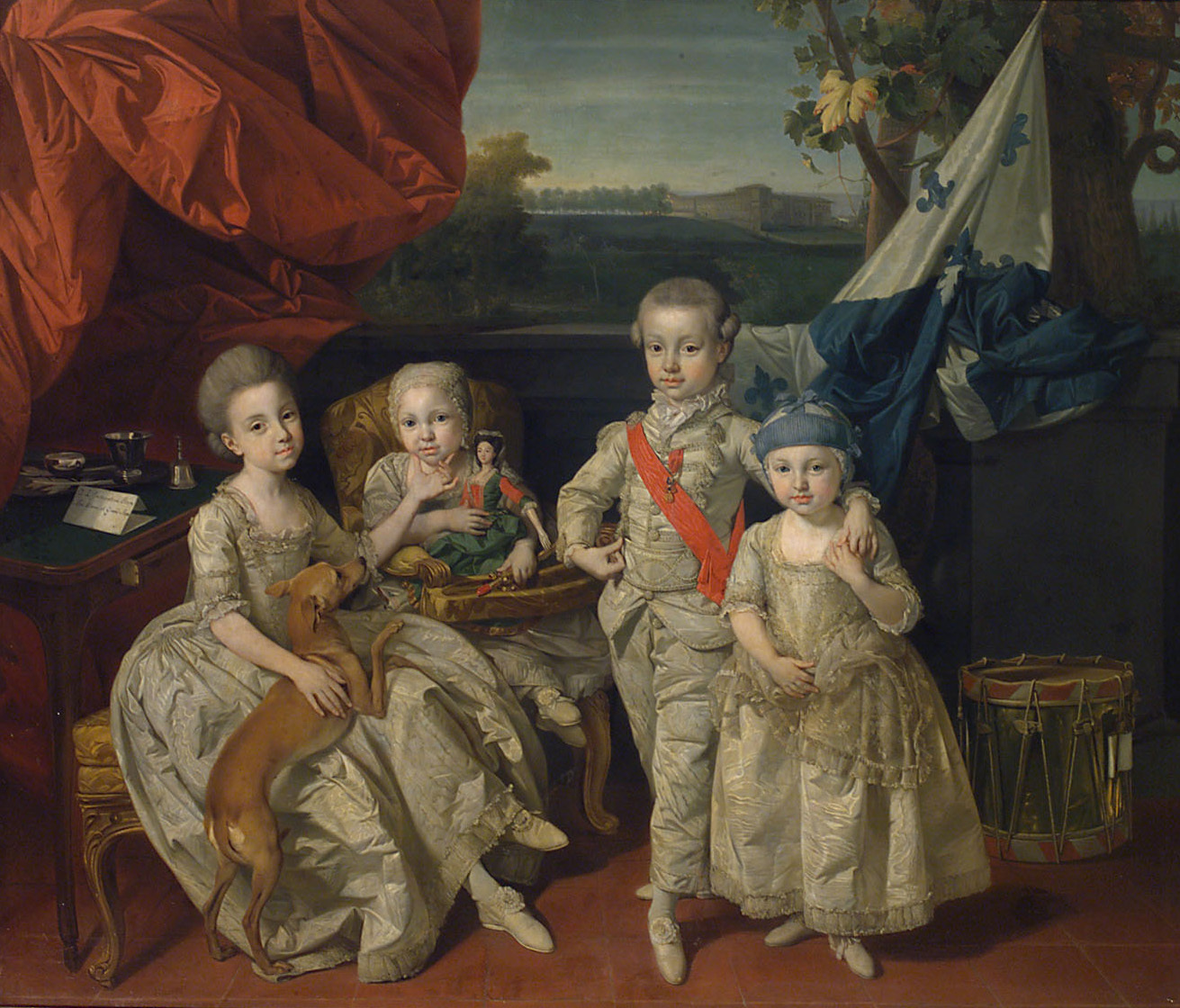
Enfants de Ferdinand duc de Parme et Marie-Amélie d'Autriche : Louis, Caroline,Marie-Antoinette et Charlotte

De son union, le couple ducal eut neuf enfants, dont quatre survivent à l'enfance :
- Caroline de Bourbon-Parme (Carolina) épousa en 1792 Maximilien de Saxe.
- Louis Ier d'Étrurie (Ludovico), duc de Parme et roi d'Étrurie, épousa en 1795 Marie-Louise d'Espagne.
- Marie-Antoinette de Bourbon-Parme (Maria Antonietta), religieuse de la congrégation des Ursulines du Sacré-Cœur de Parme[note 2].
- Charlotte de Bourbon-Parme (Carlotta), entrée dans les ordres (dominicaine).
- Philippe Marie de Bourbon-Parme (Filippo Maria).
- Antoinette-Louise de Bourbon-Parme (Antonietta Luisa) (21 octobre 1784).
- Marie-Louise de Bourbon-Parme (Maria Luisa) (17 avril 1787 - 22 novembre 1789).
- Un fils et une fille mort-nés le 21 mai 1789.